# Viola rossii
Viola rossii là một loài thực vật có hoa trong họ Hoa tím. Loài này được Hemsl. miêu tả khoa học đầu tiên năm 1886.

## Hình ảnh

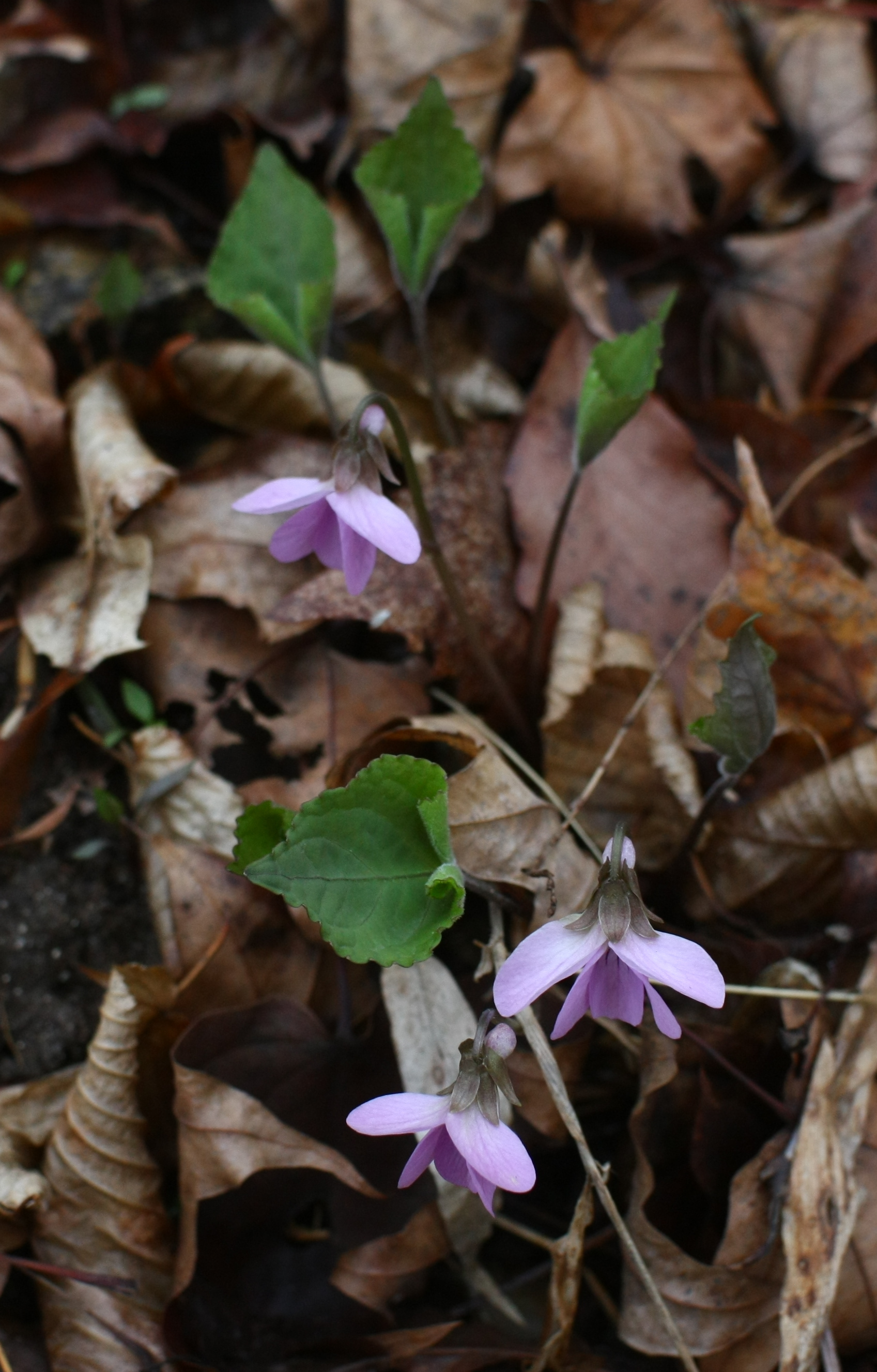